# The Ring – Vòng tròn oan nghiệt
The Ring – Vòng tròn oan nghiệt (リング Ringu) là một bộ phim điện ảnh kinh dị tâm lý siêu nhiên của Nhật Bản ra mắt năm 1998 do Nakata Hideo làm đạo diễn và Takahashi Hiroshi phụ trách viết kịch bản, dựa trên cuốn tiểu thuyết cùng tên (1991) của Suzuki Kōji. Phim có sự tham gia diễn xuất của Matsushima Nanako, Nakatani Miki và Sanada Hiroyuki. Nội dung phim xoay quanh một phóng viên phải gấp rút điều tra bí ẩn đằng sau chiếc băng video bị nguyền rủa, khi mà bất kỳ ai xem xong cuốn băng thì bảy ngày sau đã tử vong. Phim có nhan đề là The Ring tại Hoa Kỳ và tựa phát hành tiếng Nhật là Ringu. Năm 2025, phim ra rạp ở Việt Nam với tựa đề The Ring – Vòng tròn oan nghiệt.
Quá trình sản xuất bộ phim mất khoảng chín tháng. Phim được ghi hình liên tiếp với phần hậu truyện Rasen (1998) – tác phẩm có sự tham gia của đa số dàn diễn viên cũ nhưng không có sự can thiệp của Nakata lẫn Takahashi. Ngày 31 tháng 1 năm 1998, cả hai phim cùng ra rạp tại Nhật Bản, khi hãng phim hi vọng độ nổi tiếng của nguyên tác sẽ làm cho cả hai phim thành công. Sau khi ra rạp, The Ring – Vòng tròn oan nghiệt trở thành bom tấn phòng vé ở Nhật Bản lẫn thị trường quốc tế. Phim nhận được sự đánh giá cao của giới phê bình, họ dành lời khen bầu không khí, tiết tấu kinh dị chậm và chủ đề của phim.
Không chỉ làm ra đời một nhượng quyền phim ảnh nổi tiếng, The Ring – Vòng tròn oan nghiệt còn trở thành một tác phẩm giàu sức ảnh hưởng, thúc đẩy phổ thông phim kinh dị Nhật Bản trong văn hóa phương Tây (tính cả bản chuyển thể riêng bằng tiếng Anh vào năm 2002) và sự phục hưng của dòng phim kinh dị Nhật Bản, truyền cảm hứng cho các nhượng quyền phim ảnh thành công khác như Ju-On và The Grudge. Ngoài ra, đây còn là bộ phim tác động lên dòng phim kinh dị ở Hollywood để chuyển từ phim chặt chém sang phim chú trọng vào không khí hơn ở thập niên 2000. Bất chấp thành công của The Ring – Vòng tròn oan nghiệt, Rasen lại bị đa số khán giả thờ ơ sau khi ra rạp, làm cho Nakata và Takahashi quyết định sản xuất Ringu 2 (1999) – một phần hậu truyện nữa nhưng bỏ qua các tình tiết của Rasen.

## Nội dung
Trong một lần ngủ qua đêm ở trường, hai nữ sinh Tomoko và Masami bàn về một truyền thuyết đô thị, rằng một cuốn băng video ám lời nguyền lên người xem và làm họ mất mạng sau đó bảy ngày, sau khi họ nhận được một cuộc gọi báo điềm gở. Sau đó Tomoko thú nhận rằng tuần trước cô và bạn bè đã xem một cuốn băng video lạ, rồi nhận được một cuộc gọi khó hiểu. Họ nhận được cuộc gọi báo động giả, rồi Masami đi vệ sinh. Tomoko nhìn thấy chiếc TV tự bật lên và mất mạng do một vật thể chưa xác định.
Asakawa Reiko (dì của Tomoko và là nhà báo điều tra về truyền thuyết đô thị này) tham dự lễ tang của cô bé và biết được rằng cả ba người bạn từng xem cuốn băng với Tomoko đều tử vong cùng thời điểm và (có thể) đã chết theo cách tương tự cô bé. Reiko tìm ra một cuốn băng video không ghi tên trong chiếc cabin nghỉ dưỡng mà bốn nữ sinh trú. Cuốn băng chứa những cảnh ngắn và dường như không mấy liên quan đến nhau, kèm theo những âm thanh rít lên và kết thúc bằng một cảnh kỳ lạ ghi hình một cái giếng. Sau khi xem cuốn băng, Reiko nhìn thấy ma quỷ và nhận được cuộc gọi phát ra âm thanh rít lên từ cuốn băng. Khi biết mình đã bị nguyền rủa, Reiko cầm theo cuốn băng và rời cabin.
Reiko tìm đến sự giúp đỡ của Takayama Ryūji – chồng cũ của cô và là một nhà ngoại cảm. Sau khi kiểm tra một bản sao của cuốn băng do Reiko sao chép, hai người tìm ra một thông điệp bí ẩn được nói bằng phương ngữ Ōshima nên sửa soạn để tới Ōshima. Trước khi di chuyển, Reiko bắt gặp Yōichi (con trai của cô với Ryūji) đang xem cuốn băng do bị "Tomoko" xúi giục.
Tại Ōshima, Reiko và Ryūji phát hiện thông tin về Yamamura Shizuko – người phụ nữ trong cuốn băng. Trước khi tự sát, Shizuko từng gây chấn động khi biểu diễn năng lực ngoại cảm trước công chúng dưới sự bảo trợ của tiến sĩ Ikuma Heihachiro (nhà nghiên cứu ngoại cảm và cũng là người tình của cô). Khi đối chất với Takashi – họ hàng của Shizuko, cả hai chứng kiến qua ảo giác rằng trong buổi biểu diễn năm xưa, Sadako (con gái Shizuko, người được ám chỉ trong đoạn băng) đã dùng năng lực giết chết một nhà báo từng công khai phủ nhận khả năng của mẹ cô. Vì không thể truy tìm tung tích Sadako, Reiko chợt nhận ra Ryūji chưa từng nhận cuộc gọi sau khi xem băng như cô ở nhà gỗ Izu. Họ vội vã quay trở lại căn nhà.
Trong khoang chật hẹp dưới sàn nhà, Reiko và Ryūji phát hiện một cái giếng bị niêm phong. Qua ảo giác khác, họ biết được tiến sĩ Ikuma đã nhốt Sadako trong giếng. Họ kết luận rằng Sadako vẫn còn sống trong giếng và lời nguyền được sinh ra khi sự phẫn nộ của cô "in dấu" lên cuốn băng. Sau khi rút cạn nước giếng, họ tìm thấy hài cốt Sadako. Kỳ hạn bảy ngày của Reiko trôi qua mà cô vẫn sống, khiến họ tin rằng lời nguyền đã bị phá vỡ.
Ngày hôm sau, chiếc TV nhà Ryūji tự bật, phát lại cảnh cuối cùng về cái giếng. Linh hồn báo thù của Sadako từ từ trườn ra khỏi giếng rồi bò ra ngoài màn hình, tiến về phía Ryūji và giết chết anh. Lúc đang cố gọi điện cho Ryūji, Reiko nghe thấy những khoảnh khắc cuối đời anh qua điện thoại. Reiko được một bóng ma dẫn dắt và vô tình phát hiện ra cách sống sót: cô phải sao chép băng và cho người khác xem trong vòng bảy ngày. Trong cơn tuyệt vọng cứu Yōichi, Reiko vội lái xe đến nhà cha mình để ông xem cuốn băng.

## Phân vai
- Matsushima Nanako vai Asakawa Reiko: một nữ phóng viên điều tra cái chết của cháu gái và phát hiện ra cuốn băng video bị nguyền.
- Sanada Hiroyuki vai Takayama Ryūji: chồng cũ của Reiko, từng là sinh viên y khoa và nay trở thành giáo sư đại học. Anh có giác quan thứ sáu giúp nhận biết năng lượng siêu nhiên.
- Ōtaka Rikiya vai Asakawa Yōichi: con trai nhỏ của Reiko, cũng sở hữu giác quan thứ sáu như cha.
- Nakatani Miki vai Takano Mai: học trò của Ryuji.
- Takeuchi Yuko vai Ōishi Tomoko: cháu gái của Reiko, một trong những nạn nhân đầu tiên sau khi xem cuốn băng bị nguyền.
- Sato Hitomi vai Kurahashi Masami: bạn thân của Tomoko.
- Ban Daisuke vai Tiến sĩ Ikuma Heihachiro: cha của Sadako, người đã ném con gái xuống giếng.
- Inō Rie vai Yamamura Sadako: cô gái trẻ có năng lực tâm linh bị ném xuống giếng đến chết, linh hồn cô sống mãi trong cuốn băng video.
- Masako vai Yamamura Shizuko: mẹ của Sadako. Bà cũng có năng lực tâm linh nhưng đã tự sát sau một buổi trình diễn trước báo giới thảm khốc.
- Numata Yōichi vai Yamamura Takashi: chú của Sadako, chủ một nhà trọ trên đảo Oshima.
- Matsushige Yutaka vai Yoshino: đồng nghiệp phóng viên của Reiko.
- Muramatsu Katsumi vai Asakawa Kōichi: cha của Reiko.

## Chủ đề và diễn giải
Các nhà phê bình phân tích cách mà The Ring – Vòng tròn oan nghiệt khai thác sự xung đột giữa truyền thống Nhật Bản và hiện đại.. Colette Balmain nhận định: "Thông qua hình tượng Sadako, The Ring – Vòng tròn oan nghiệt đã vận dụng mẫu hình yūrei (linh hồn báo thù) – một nguyên mẫu kinh điển trong phim kinh dị Nhật truyền thống". Bà lập luận rằng hình tượng truyền thống này được thể hiện thông qua một cuốn băng video – thứ "hiện thân cho nỗi lo âu đương đại, khi công nghệ trở thành phương tiện để quá khứ bị kìm nén trỗi dậy".
Ruth Goldberg cho rằng The Ring – Vòng tròn oan nghiệt thể hiện "sự giằng xé về thiên chức làm mẹ". Bà phân tích Reiko như một người mẹ – vì theo đuổi sự độc lập mới của phụ nữ – đã bỏ bê vai trò "tự nhiên" của người nội trợ hy sinh, để rồi vô tình lơ là con cái. Goldberg chỉ ra hiệu ứng song trùng (doubling effect), khi những mâu thuẫn vô thức trong gia đình Reiko được phản ánh qua hiện tượng siêu nhiên trong gia đình khác mà cô điều tra.
Jay McRoy lại lạc quan khi diễn giải cái kết: nếu các nhân vật thấu hiểu mâu thuẫn theo cách "trị liệu", họ có thể tiếp tục sống. Trái lại, Balmain tỏ ra bi quan; bà xem việc nhân bản cuốn băng như công nghệ lan truyền khắp Nhật Bản tựa một loại virus.

### Tựa phim
Tựa gốc của phim – Ringu có thể được hiểu theo nhiều tầng nghĩa khác nhau. Trước hết, nó ám chỉ tính chất tuần hoàn bất tận của lời nguyền/đoạn băng – một vòng lặp không hồi kết. Cách giải thích khác liên hệ từ "ring" với những cuộc gọi cảnh báo người xem băng video rằng họ sẽ chết sau bảy ngày. Ngoài ra, tựa đề này còn gợi đến vòng ánh sáng mờ ảo nhìn từ đáy giếng – nơi thi thể Sadako bị bỏ mặc phân hủy, hay vầng hào quang mà người ta tin sẽ thấy ở thế giới bên kia, có lẽ là ẩn dụ về chiếc giếng định mệnh.

## Sản xuất
Sau thành công khiêm tốn của tiểu thuyết Ring – Vòng tròn ác nghiệt (1991) của Suzuki Kōji, Kadokawa Shoten quyết định chuyển thể tác phẩm thành phim điện ảnh. Biên kịch Takahashi Hiroshi và đạo diễn Nakata Hideo đã hợp tác xây dựng kịch bản sau khi đọc tiểu thuyết của Suzuki và xem bản phim điện ảnh truyền hình do Fuji Television sản xuất năm 1995, do Takigawa Chisui làm đạo diễn. Sau đó phiên bản phát sóng năm 1995 được tái biên tập và phát hành dưới dạng băng video tại gia với tựa đề mới Ring: Kanzenban. Nakata không xác nhận ông và Takahashi đã xem phiên bản nào.Trong kịch bản phim của mình, Takahashi và Nakata đã thay đổi: giới tính nhân vật chính (từ nam sang nữ), tên (từ Asakawa Kazuyuki thành Asakawa Reiko), tình trạng hôn nhân (từ đã kết hôn thành ly dị) cùng giới tính và tên con (từ con gái Yoko thành con trai Yoichi).
Với kinh phí 1,5 triệu đô la Mỹ (USD), toàn bộ quá trình sản xuất kéo dài chín tháng một tuần. Theo đạo diễn Nakata, giai đoạn viết kịch bản và tiền kỳ mất ba đến bốn tháng, quay phim năm tuần và hậu kỳ bốn tháng. Các hiệu ứng đặc biệt dành cho đoạn băng bị nguyền và một số phân cảnh khác trong phim được quay bằng phim 35mm, sau đó chuyển đến phòng thí nghiệm để thêm hiệu ứng "hạt" bằng máy tính. Hiệu ứng hình ảnh nâng cao được sử dụng trong cảnh linh hồn Sadako Yamamura trèo ra từ cái giếng bị nguyền của mình và đi xuyên qua khu rừng hướng về phía chiếc TV. Đầu tiên, đoàn làm phim quay diễn viên kabuki Inō Rie đi giật lùi với những chuyển động giật cục, cường điệu. Sau đó, họ chiếu ngược đoạn phim để làm dáng đi của Sadako trông không tự nhiên – thứ sau này trở thành biểu tượng trong văn hóa đại chúng với tên gọi "dáng đi ma quái của cô gái Nhật" như một biên tập viên từng miêu tả. Các bước di chuyển của Sadako được cho là sự mô phỏng lại điệu Butoh – được người Nhật sáng tạo ra sau Thế chiến II.

## Phát hành
The Ring – Vòng tròn oan nghiệt chính thức ra rạp ở Nhật Bản vào ngày 31 tháng 1 năm 1998, do hãng Toho phát hành. Ngay khi công chiếu, phim đã trở thành tác phẩm kinh dị có doanh thu cao nhất Nhật Bản thời điểm đó. Năm 1999, phim được trình chiếu tại Liên hoan phim Fantasia và giành giải Nhất hạng mục Phim truyện xuất sắc nhất ở phân khúc phim châu Á.
Tại Philippines, bộ phim được phát hành giới hạn với tựa đề Ring: Circle of Evil ào hai đợt: ngày 4 tháng 12 năm 2002 và ngày 11 tháng 1 năm 2003, nhằm trùng với thời điểm công chiếu phiên bản làm lại tại Bắc Mỹ vào ngày 17 tháng 1. Tại Mỹ, bản làm lại của phim do Gore Verbinski làm đạo diễn với kịch bản của Ehren Krueger, cùng sự tham gia của các ngôi sao nổi tiếng như Naomi Watts, Martin Henderson và Rachel Bella. Ngày 21 tháng 3 năm 2025, phim lần đầu được trình chiếu tại các cụm rạp ở Việt Nam qua đơn vị phát hành là CGV, cùng tựa đề The Ring – Vòng tròn oan nghiệt.

### Doanh thu phòng vé
Tại Nhật Bản, bộ phim thu về 1 tỷ yên Nhật  từ doanh thu phân phối (tiền cho thuê phim) vào năm 1998, lọt top 10 phim Nhật có doanh thu cao nhất năm. Tổng doanh thu phòng vé tại Nhật đạt 1,7 tỷ yên Nhật (13 triệu đô la Mỹ).
Tạp chí Variety nhận định thành công đáng chú ý nhất của The Ring – Vòng tròn oan nghiệt là ở Hồng Kông, khi trở thành phim ăn khách nhất nửa đầu năm, vượt mặt cả những bom tấn Mỹ như The Matrix của Keanu Reeves. Khi phát hành tại Hồng Kông năm 1999, phim thu về 31,2 triệu HKD (4,03 triệu USD) sau hai tháng công chiếu, trở thành phim Nhật ngữ có doanh thu cao nhất lịch sử Hồng Kông. Kỷ lục này sau bị Stand By Me Doraemon xô đổ vào năm 2015. Tại Đài Loan (phát hành năm 1999), phim thu về 50,83 triệu TWD (1,619 triệu USD).
Tại Pháp, phim bán được 94.257 vé, ước tính thu về khoảng 506.160 euro (452.737 USD). Ở Hàn Quốc, thủ đô Seoul ghi nhận 56.983 vé bán ra, tương đương khoảng 341,97 triệu won (287.656 USD). Phim còn thu về 150.893 USD tại Chile, Anh, Nga và New Zealand, nâng tổng doanh thu toàn cầu ước đạt khoảng 19,5 triệu USD.

### Băng đĩa tại gia
Tại Canada-Mỹ, The Ring – Vòng tròn oan nghiệt được DreamWorks phát hành trực tiếp dưới dạng video gia đình vào ngày 4 tháng 3 năm 2003 với phụ đề tiếng Anh, Tây Ban Nha và Pháp, dưới tựa đề phiên âm Ringu.
Ở Anh Quốc, phim thu hút 390.000 lượt xem trên truyền hình trong nửa đầu năm 2005, trở thành phim ngoại ngữ được xem nhiều thứ sáu trên truyền hình Anh giai đoạn này. Ring 2 cũng có 360.000 lượt xem, nâng tổng lượng khán giả xem cả hai phần phim lên 750.000 trong cùng kỳ.
Nhân kỷ niệm 20 năm phát hành, Arrow Films thuộc nhãn Arrow Video đã cho ra mắt đĩa Blu-ray The Ring – Vòng tròn oan nghiệt vào ngày 18 tháng 3 năm 2019 tại Anh và Ireland. Đồng thời, một bộ hộp Blu-ray bao gồm Ringu, các phần tiếp theo gồm Rasen, Ring 2 và phần tiền truyện Ringu Zero: Bāsudei cũng được phát hành. Bản phục chế có độ phân giải 4K được quét từ âm bản gốc của phim, với quá trình chỉnh màu và phục chế diễn ra tại Imagica Labs (Tokyo) dưới sự giám sát và phê duyệt của đạo diễn hình ảnh Hayashi Jun'ichirō. Cả phiên bản đĩa đơn và hộp Blu-ray của Arrow sau đó được phát hành tại Mỹ và Canada vào ngày 29 tháng 10, song vẫn giữ nguyên tựa phiên âm Ringu.

## Đón nhận
Trang web tổng hợp kết quả đánh giá Rotten Tomatoes chấm cho phim tỷ lệ tán thành 98% dựa trên 43 bài phê bình, với điểm trung bình gia quyền 7,5/10. Nhận xét chung của các nhà phê bình trên trang viết: "The Ring – Vòng tròn oan nghiệt kết hợp yếu tố siêu nhiên với nỗi lo âu về công nghệ hiện đại theo cách thực sự khiếp sợ và ám ảnh".
Nhà phê bình Mark Kermode từ Sight & Sound ca ngợi "nỗi kinh hoàng vượt thời gian" của phim, với "sự pha trộn giữa những nỗi sợ dân gian xưa cũ và những hoảng loạn đạo đức đương đại" thu hút cả khán giả tuổi teen lẫn người lớn. Trong khi Adam Smith từ Empire Online cho rằng phim "bị kìm hãm bởi cốt truyện quá phức tạp, kịch bản lỏng lẻo và thiếu vắng hành động thực sự". Kermode nhấn mạnh rằng "người ta có xu hướng kết luận rằng chính cách kể chuyện, chứ không phải nội dung câu chuyện, mới là điều quan trọng nhất". Tạp chí Variety đồng tình rằng nhịp phim chậm rãi với "sự gợi mở dần dần về cái ác ẩn náu dưới vẻ bề ngoài bình thường" chính là một trong những điểm mạnh nhất của phim. The Ring – Vòng tròn oan nghiệt được The Guardian xếp thứ 12 trong danh sách phim kinh dị hay nhất mọi thời đại, đồng thời được Stuart Heritage cùng tờ báo này bình chọn là bộ phim khiến ông khiếp sợ nhất.
Năm 2010, The Ring – Vòng tròn oan nghiệt được xếp thứ 69 trong "100 phim hay nhất của điện ảnh thế giới" của tạp chí Empire. Đầu thập niên 2010, trong một cuộc thăm dò một số tác giả, đạo diễn, diễn viên và nhà phê bình do Time Out tiến hành nhằm chọn ra những tác phẩm kinh dị xuất sắc nhất, The Ring – Vòng tròn oan nghiệt đã xếp ở vị trí số 61 trong danh sách top 100.

## Ảnh hưởng
Thành công quốc tế của các phim Nhật đã khởi xướng sự hồi sinh của dòng phim kinh dị Nhật Bản, dẫn đến sự ra đời của những tác phẩm như phim Kairo (回路 n.đ. "Vòng tròn") (2001) của Kurosawa Kiyoshi, Ju-on (呪怨) (2000) của Shimizu Takashi, Honogurai Mizu no Soko kara (仄暗い水の底から n.đ. "Từ đáy vực nước đen") của Nakata Hideo – cũng dựa trên truyện ngắn của Suzuki) và Uzumaki (2000) của Higuchinsky – dựa trên manga kinh dị cùng tên của Itō Junji.

### Ảnh hưởng lên điện ảnh phương Tây
The Ring – Vòng tròn oan nghiệt đã gây ảnh hưởng nhất định đến điện ảnh phương Tây và có được một lượng hâm mộ nhiệt thành tại đây. Suốt thập niên 1980 và 1990, dòng phim kinh dị ở Hollywood chủ yếu bị dòng phim slasher (dựa vào những cảnh bạo lực trực diện, thủ pháp gây sốc và máu me) thống trị. The Ring – Vòng tròn oan nghiệt (ra mắt tại Nhật cùng thời điểm với The Blair Witch Project ở Hoa Kỳ) đã góp phần làm mới thể loại này bằng cách tiếp cận kinh dị một cách kiềm chế hơn, để phần lớn nỗi sợ cho trí tưởng tượng của khán giả. Phim đã khơi dậy sự quan tâm toàn cầu đối với điện ảnh Nhật nói chung và phim kinh dị Nhật nói riêng, dẫn đến sự ra đời của thuật ngữ J-Horror ở phương Tây. Làn sóng "Kinh dị châu Á mới" này tiếp tục tạo ra những tác phẩm thành công như Ju-on: The Grudge và Dark Water. Bên cạnh các tác phẩm của Nhật, sự bùng nổ này còn giúp các phim tương tự từ Đông Á như A Tale of Two Sisters (Hàn Quốc) và The Eye (Hồng Kông) được chú ý.
Tất cả những phim này sau đó đều được làm lại bằng tiếng Anh. The Ring đã đạt vị trí số 1 tại phòng vé và thu về nhiều hơn đôi chút so với bản gốc tại Nhật. Trong khi bản Ringu (1998) thu về 1,7 tỷ yên Nhật, thì bản làm lại The Ring (2002) đạt 1,75 tỷ yên Nhật.

## Phần tiếp theo và bản làm lại
Phần phim tiếp theo đầu tiên Rasen (1998) nhưng do đón nhận kém, một phần tiếp theo mới là Ringu 2 (1999) được sản xuất để tiếp nối cốt truyện của tựa phim gốc. Các phần tiếp theo của Rasen là phần tiền truyện Ring 0: Birthday (2000), sau đó là Sadako (2019), Sadako 3D (2012) và Sadako 3D 2 (2013). Một phần phim nữa mang tên Sadako DX, được phát hành vào năm 2022.
Bộ phim truyền hình Ring: The Final Chapter được sản xuất với cốt truyện tương đồng, trừ một vài thay đổi về các nhân vật và lai lịch của họ. Phần phim làm lại của Hàn Quốc mang tên The Ring Virus được sản xuất năm 1999, còn bản phim làm lại của Mỹ mang tên The Ring được phát hành năm 2002.

### Tác phẩm được trích dẫn
- Galbraith IV, Stuart (2008). The Toho Studios Story: A History and Complete Filmography. Scarecrow Press. ISBN 978-1461673743.